# Юдифь Баварская
Юдифь Баварская (Юдит; нем. Kaiserin Judith, фр. Judith de Bavière; около 797/807 — 19 апреля 843) — дочь Вельфа I, графа нескольких мелких владений в Баварии и Хелвиги Саксонской, вторая жена императора Франкского государства Людовика I Благочестивого.

## Биография
В феврале 819 года в Ахене Юдифь вышла замуж за Людовика I Благочестивого и стала императрицей Запада. У них было двое детей: Гизела (820 — 5 июля 874), жена маркграфа Фриуля Эбергарда, и Карл II Лысый (13 июня 823 — 6 октября 877), будущий король Западно-Франкского королевства.
Юдифь добилась от мужа, чтобы в 829 году её сын Карл получил часть королевства наряду со своими тремя единокровными братьями — сыновьями Людовика I Благочестивого от первого брака. Это стало причиной гражданской войны между Людовиком и его старшими сыновьями. Восставшим удалось на время заключить Юдифь в монастырь Пуатье по обвинению в супружеской измене (830 год). С 833 по 834 годы она находилась в изгнании в Тортоне.
Юдифь была первой представительницей Старшего дома Вельфов, игравшей видную роль во Франкском государстве. По совпадению или же при активном участии императрицы после её брака с Людовиком мать Юдифи и оба её брата, Рудольф I и Конрад I Старый, получили важные посты в королевстве. В 827 году её сестра Эмма Баварская вышла замуж за Людовика Немецкого, сына Людовика Благочестивого от первого брака.
Юдифь похоронена в монастыре Святого Мартина в Туре.